# Батлер, Гай Монтегю
Гай Монтегю Батлер (англ. Guy Montagu Butler; 25 августа 1899, Харроу, Мидлсекс, Великобритания — 22 февраля 1981, Сент-Нитс, Кембриджшир, Великобритания) — британский спортсмен-легкоатлет, чемпион Олимпийских игр и мировой рекордсмен в беге.
В 1919 году Г. Батлер становится победителем в соревнованиях британской Атлетической любительской ассоциации (ААА) в беге на дистанцию в 440 ярдов, а в 1926 году — на дистанции в 220 ярдов. В том же 1926 он устанавливает мировой рекорд на дистанции в 300 ярдов, одолев её за 30,6 сек. Завоевав же в течение своей спортивной карьеры 4 олимпийские награды в беге, он разделил этот рекорд с другим известным британским легкоатлетом Себастьяном Коу.
На Летних олимпийских играх в Антверпене в 1920 году Батлер выигрывает серебряную медаль в беге на 400 метров, уступив только южноафриканцу Бевилу Рудду, которому досталось золото. В эстафете же 4×400 метров он, вместе с другими тремя британскими спортсменами — Сесилом Гриффитсом, Робертом Линсдеем и Джоном Энсуортом-Девисом, завоёвывает золотые награды.
На VIII Летних Олимпийских играх в 1924 году в Париже Батлер завоёвывает бронзовую медаль в беге на дистанцию в 400 метров, финишировав вслед за своим соотечественником Эриком Лидделлом (золотая медаль) и американцем Горацио Фитчем (серебро). На этой же Олимпиаде он становится также бронзовым призёром в составе британской команды в эстафете 4x400 метров (золото досталось команде из США, серебро — команде из Швеции). Также участник IX Летних Олимпийских игр в 1928 году в Амстердаме, однако на них дошёл лишь до четвертьфинала в беге на дистанцию в 200 метров, после чего оставил «большой спорт».
После окончания спортивной карьеры Гай Батлер был преподавателем, затем работал спортивным журналистом, занимался спортивным документальным кино «In Action».